# Loess

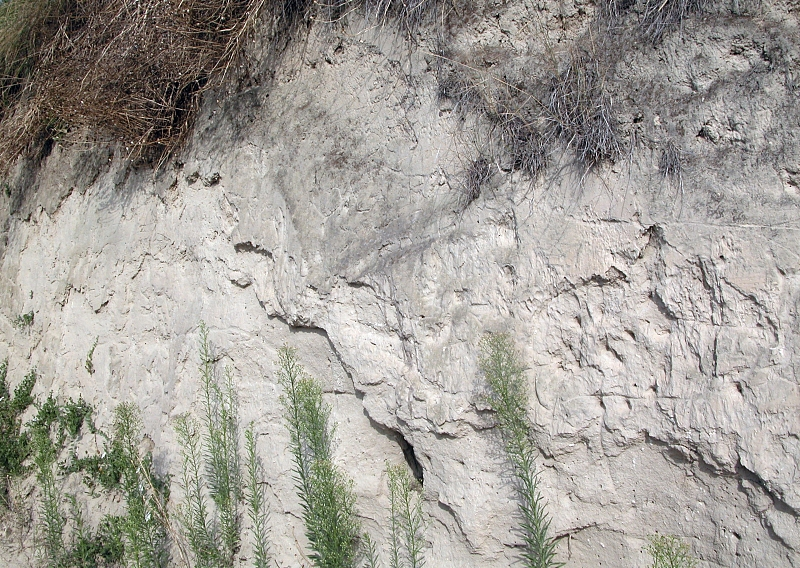
Loess lângă Kaiserstuhl, Germania

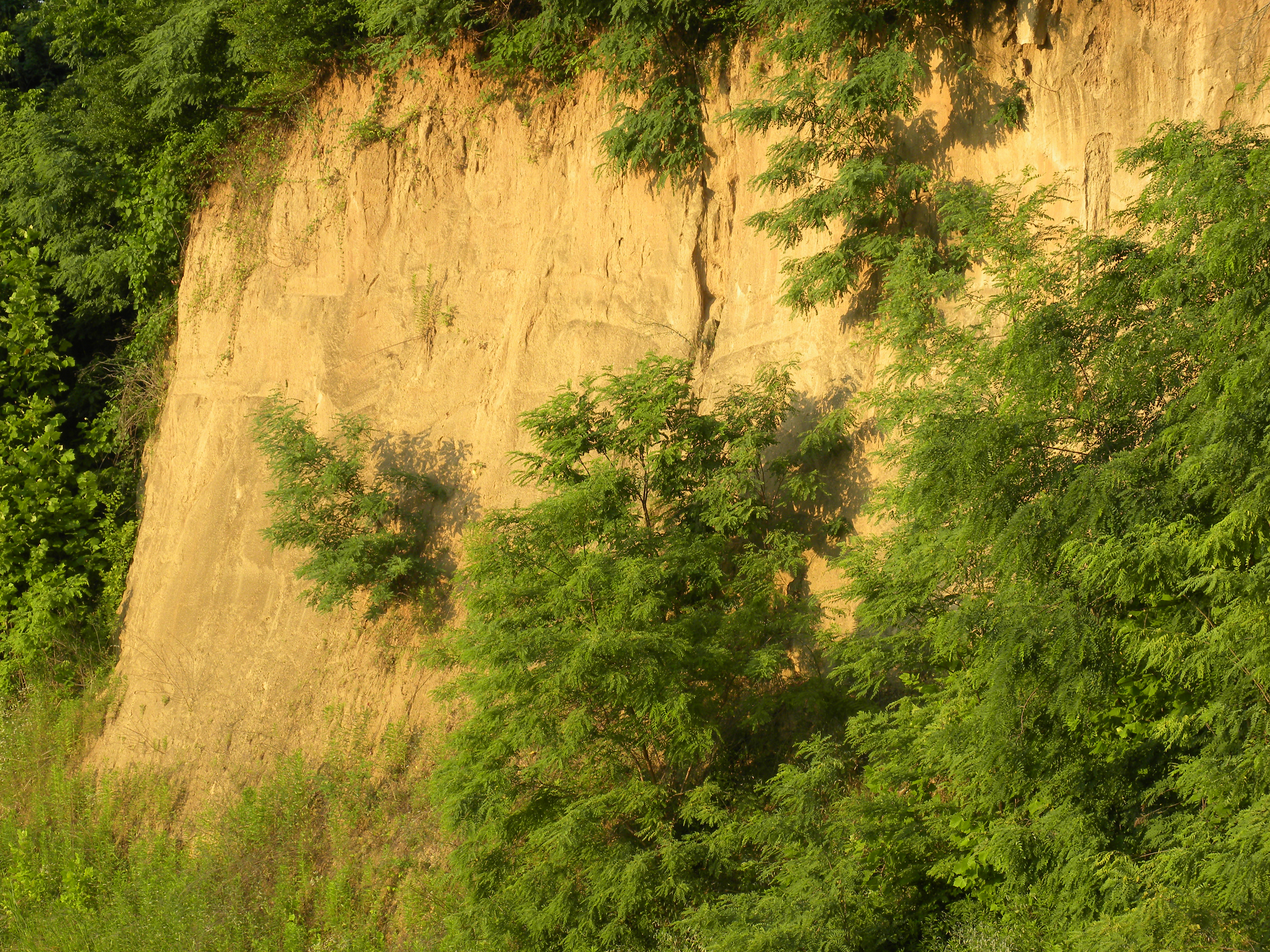
Loess

Prin loess (IPA: [ləs, lʌs, lʌrs, lo.əs]), se înțelege o rocă sedimentară neconsolidată, macroporică, de origine eoliană, formată în cuaternar, de culoare galbenă, rareori cenușie sau brună, cu aspect poros, constând mai ales din praf silicios și argilos.
Acest termen, care a fost introdus încă din 1834, de Charles Lyell, provine din limba germană, unde se scrie Löß sau Löss și are aceeași semnificație. 
Solul derivat din loess formează unul dintre cele mai productive pământuri de cultură.
Loessul este permeabil, apele de infiltrație determinând procese de sufoziune (proces de spălare și de transportare a particulelor fine din rocile afânate sub acțiunea circulației apelor subterane) care duc la tasare și la formarea crovurilor.

## Proprietăți
Loessul este alcătuit în mare parte dintr-un nisip fin (ca. 20-50 %) și un praf argilos, transportate de vânt. 
După conținut, diferitele tipuri de loess se clasifică în argilos sau nisipos. Aceste tipuri pot apărea în straturi succesive.
Din punct de vedere mineralogic, nisipul este alcătuit din granule de cuarț (50-80 %), praf calcaros (8-20 %) și amestecuri de hidroxizi de fier, care colorează loessul în galben sau galben-roșcat, în funcție de concentrația în hidroxizi. Într-o concentrație mai redusă, dar care infuențează de asemenea culoarea rocii, sunt feldspații, piroxenii, amfibolii, olivina, granatul, spinelul, biotitul. 
Acestora li se adaugă mice, amfiboli, minerale grele și minerale argiloase. Micele pot constitui 25% și sunt prezente în fracțiunea cea mai fină. Mineralele grele prezintă uneori numai câteva zecimi de procent, în timp ce alteori ajung la 3-4% din totalul componenților; ele sunt concentrate în fracțiunea cea mai grosieră(0,1-0,01mm) și sunt reprezentate prin amfiboli, piroxeni, epidot, rutil, zoizit, granați, zircon, turmalină, illmenit etc. 

În afara materialului detritic, loessul conține în cantități apreciabile (5-20%) carbonat de calciu autigen (sub formă de concrețiuni cu forme foarte variate - "păpuși de loess"), care indică importanța procesului de migrare a carbonaților în timpul și după sedimentarea materialului.

De obicei, loessul este nestratificat, dar prin sedimentare în apă se poate determina stratificarea rocii.
Structura poroasă poate fi explicată prin granulele mai mari de nisip care au ajuns în structura loessului. Prin dizolvarea prafului de calcar în apă și depunerea sa ulterioară, apar formațiuni cu forme curioase, denumite concrețiuni.
Particulele, sau grupările din rocă, au o formă colțuroasă, lucru care explică existența pereților verticali de loess pe coastele dealurilor sau pe flancurile văilor.

## Formare
Loessul este produs prin sedimentarea diferitelor particule de roci sau minerale, create de acțiunea intemperiilor la distanțe de zeci sau sute de kilometri, și aduse de vânt și depuse frecvent pe flancurile (opuse vântului) văilor apelor curgătoare.
Formarea rocii a avut loc mai ales când exista o vegetație săracă, după perioada rece de glaciațiune, sau în zona Alpilor.

## Răspândire

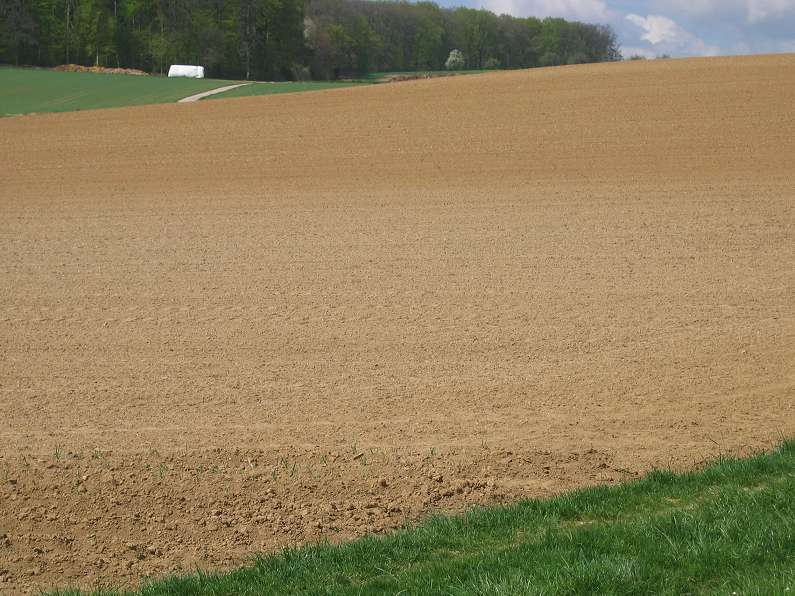
Ogor roditor de loess în Strohgäu, Württemberg, Germania

Loessul s-a format pe flancurile unor dealuri și văi, locuri care au împiedicat transportul mai departe al particulelor de către vânt.

Răspândirea depozitelor de loess variază de la 5% in America de Sud, la 16% în Asia. În România, loessul reprezintă 17% din suprafața țării. Grosimea depozitelor de loess variază și ea, de la paturi subțiri la masive groase de sute de metri. În medie, pe continentul european, grosimea este de 30-40 de metri, pe când în Asia, depunerile de loess pot ajunge până la 400 de metri.
În România, loessul se găsește sub altitudini de 400 de metri, în Câmpia Română, în Dobrogea și în estul Moldovei. Grosimea stratului de loess crește de la vest la est, de la câțiva metri în Oltenia, la 20-30 de metri în Estul Bărăganului și până la 60 de metri pe malul drept al Dunării de la Ostrov. Natura rocii subiacente influențează condiția de circulație a apei de infiltrație. Loessul de Oltenia și din Câmpia Română acoperă straturi de pietriș deasupra unor depozite levantine, pe când în Dobrogea este așternut peste calcar samatic sau argilă aptiană, iar în Moldova peste pietrișuri sau marne cuaternale. Patul de pietriș sau nisipul asigură o bună drenare a apei spre adâncime, în timp ce un pat argilos sau mărnos, face ca apa să stagneze la partea inferioară a loessului, provocând umezirea intensă a acestuia. 
În Germania de exemplu / în paranteze landul federal sau zona geografică:
- Hildesheimer Börde (Niedersachsen)
- Kaiserstuhl (Baden)
- Kraichgau, în Germania de sud-vest
- Gäu (Baden-Württemberg),
- Mainzer Becken resp. Rheinhessen (Rheinland-Pfalz)
- Gäuboden resp. Dungau (Niederbayern)
- Rheingau, Taunus-Vorland și Wetterau (Hessen)
- Limburger Becken (Hessa / Rheinland-Pfalz)
- Amöneburger Becken și Hessische Senke (Hessa)
- Magdeburger Börde (Sachsen-Anhalt)
- Soester Börde și Westenhellweg (Nordrhein-Westfalen)
- Jülicher Börde și Zülpicher Börde în Kölner Bucht (Nordrhein-Westfalen), la circa 20 km de Euskirchen
- Ravensberger Hügelland (Nordrhein-Westfalen)
- Leipziger Tieflandsbucht (Sachsen)
- Oberlausitz (Sachsen / Brandenburg)
- Lommatzscher Pflege (Sachsen)
- Thüringer Becken (Thüringen)

În Europa se poate aminti Silezia, zona cu cernoziom din Ucraina, pe flancurile văilor de fluvii.
În China pe cursul Fluviului Galben straturi până la 400 m grosime de loess. Mulțumită acestor depuneri solul este deosebit de fertil, ceea ce a favorizat cultura plantelor.

Loessul este important și pentru medicină prin Heilerde (l. germană: pământ tămăduitor), aplicat extern în caz de inflamații musculare, articulare, sau cu rezultate cosmetice, ca și pe cale internă în combaterea hiperacidității gastrice, a unor anumite forme de diaree, sau prin blocarea absorbției intestinale a unor substanțe dăunătoare (ca de ex. skatol).